# 最後まで行く
『最後まで行く』（さいごまでいく、原題：끝까지 간다）は、2014年公開の韓国映画。一つの事故を発端に極限まで追い詰められて行く刑事の姿を描いたクライムサスペンス。主演はイ・ソンギュン、チョ・ジヌン。監督・脚本のキム・ソンフンは、本作で第35回青龍映画賞脚本賞、第51回大鐘賞監督賞、第51回百想芸術大賞監督賞を受賞した。第67回カンヌ国際映画祭監督週間招待作品。
2017年には中国でアーロン・クオックを主演にリメイク映画『ピースブレーカー』が、2022年にはフランスでフランク・ガスタンビドゥを主演にリメイク映画『レストレス』が制作された。2023年には日本でリメイク映画『最後まで行く』が公開。

## ストーリー
予期せぬ内部監査、死去した母親の葬儀問題。10年選手の刑事コ・ゴンス（イ・ソンギュン）は、ストレスが爆発する寸前で車を運転中に、道路に飛び込んできた人を轢いてしまう。慌てて轢いた男を確認したが、彼はもう死んだ状態だった。ただでさえ問題が山積みの状況で交通事故まで起こせば、手錠がかけられるのは時間の問題だ。しかも、よりによって現場近くに警察のパトロールカーが巡回していた。結局、死体をトランクに隠すことで一時的に危機を免れたゴンス。それから死体をどう隠蔽するか思案した末に、とんでもない方法を思い付く。母親の棺桶に一緒に入れて土葬にしてしまおうと。
母親の最期を汚してしまうのは人の道に外れていることは分かっていたが、結局、奇抜なトリックを利用して死体を隠蔽することに成功する。これで一件落着かと思いきや、新たな問題が生じる。ゴンスの携帯電話にパク・チョンミンという見知らぬ男（チョ・ジヌン）から着信が入り、ゴンスが人を轢いたことを全て知っていると語る。パクは事実を暴露しないかわりにゴンスに言うとおりにするよう脅し、ゴンスは要求を渋々承諾。パクの指示どおりに動きつつも、彼の支配から逃れようと画策する。
土葬にした男が、イ・ヴァンミンという指名手配犯である事を知るゴンス。イ・ヴァンミンの仲間を違法に締め上げたゴンスは、自分を脅迫している謎の男が、悪徳警官のパク刑事である事を知った。パクは押収した麻薬を横流しして大金を稼いでいた。死んだイ・ヴァンミンは、パクから金庫の鍵を盗み、パクはその鍵を取り戻すためにゴンスを脅していたのだ。
田舎道で待ち合わせて、パクにイ・ヴァンミンの死体を引き渡すゴンス。その遺体には爆弾が仕掛けてあり、パクの車は吹き飛んで溜め池に沈んだ。しかし、パクは死んでいなかった。自宅でパクに襲われ、死闘の末に今度こそパクを殺すゴンス。
警察を退職し、地道に生きる決心をして母親の墓に参るゴンス。そこで見つけたのは、イ・ヴァンミンの死体を掘り出した時に落とした金庫の鍵だった。パクの金庫を探し当てたゴンスは、見たこともない大金を手に入れた。

## キャスト
- イ・ソンギュン：コ・ゴンス
- チョ・ジヌン：パク・チャンミン
- シン・ジョングン（朝鮮語版）：班長
- チョン・マンシク（朝鮮語版）：チェ・サンホ
- シン・ドンミ：コ・ヒヨン
- キム・ドンヨン（朝鮮語版）：ト・ヒチョル刑事
- チュ・ソクテ（朝鮮語版）：ナム・ヒョンジン刑事
- ホ・ジョンウン：コ・ミナ
- パク・ボゴム：イ・ジノ巡査
- イ・ジェウォン（朝鮮語版）：チョ・ヌンヒョン

## スタッフ
- 監督：キム・ソンフン
- 脚本：キム・ソンフン、イ・ヘジュン、チェ・クァンヨン、チャン・ハンジュン
- 製作総指揮：ユ・ジョンフン
- 撮影：キム・テソン
- 美術：イ・ミギョン
- 音楽：モク・ヨンジン
- 照明：キム・ギョンソク
- 編集：キム・チャンジュ

## 受賞

### 2014年度
- 第35回青龍映画賞
  - 脚本賞（キム・ソンフン）
  - 助演男優賞（チョ・ジヌン）
  - 編集賞（キム・チャンジュ）
- 第51回大鐘賞
  - 監督賞（キム・ソンフン）
  - 撮影賞（キム・テソン）
  - 照明賞（キム・ギョンソク）
- 第51回百想芸術大賞
  - 映画部門 監督賞（キム・ソンフン）
  - 映画部門 男性最優秀演技賞（イ・ソンギュン、チョ・ジヌン）
- 第20回春史大賞映画祭：監督賞（キム・ソンフン）
- 第15回釜山映画評論家協会賞：脚本賞（キム・ソンフン）
- 第1回韓国映画制作者協会賞
  - 作品賞
  - 監督賞（キム・ソンフン）
- 第10回マックスムービー最高の映画賞：最高の男性助演俳優賞（チョ・ジヌン）
- 第6回今年の映画賞：監督賞（キム・ソンフン）

## 中国版
『ピースブレーカー』（原題：破・局）は2017年の中国映画。日本では劇場未公開で、WOWOWで放映された後、DVD化された。

### キャスト（中国版）
- アーロン・クォック：ガオ・ジエンシャン
- ワン・チエンユエン：チェン・チャンミン
- リウ・タオ：ガオの妻
- ユー・アイレイ
- フォン・ジャーイー
- カイ・チェン：シュー

### スタッフ（中国版）
- 監督：リエン・イーチ
- 製作：ホァン・ジーミン、ロイ・フー
- 撮影監督：スティーブ・ロウズ

## フランス版
『レストレス』（原題：Sans Repit）は2022年のフランス映画。Netflixで配信された。日本を含めた世界各国でネットフリックス映画部門グローバル興行ランキング1位を獲得している。

### キャスト（フランス版）
- フランク・ガスタンビドゥ
- シモン・アブカリアン
- ミカエル・アビブル
- トレイシー・ゴトアス
- ジェマイマ・ウェスト
- セルジュ・アザナヴィシウス

### スタッフ（フランス版）
- 監督・脚本：レジス・ブロンドゥ
- 撮影：ダニー・エルセン

## 日本版
2023年5月19日に公開。監督は藤井道人、主演は岡田准一。

### キャスト（日本版）
工藤祐司
演 - 岡田准一
刑事。ある人物を撥ねてから状況が一変してしまう。
矢崎
演 - 綾野剛
祐司を追う監察官。
工藤美沙子
演 - 広末涼子
現在別居中の祐司の妻。
尾田創
演 - 磯村勇斗
祐司に撥ねられた男。
久我山太地
演 - 駿河太郎
祐司の同僚。
梶征士
演 - 山中崇
祐司の署の交通課員。
松田優生
演 - 黒羽麻璃央
祐司の同僚。
川上昌平
演 - 駒木根隆介
祐司の同僚。
植松由紀子
演 - 山田真歩
矢崎の婚約者。
岸谷真由子
演 - 清水くるみ
創の仲間。
淡島幹雄
演 - 杉本哲太
刑事課長。祐司の上司。
仙葉泰
演 - 柄本明
ヤクザ「仙葉組」の組長。

### スタッフ（日本版）
- Based on the film：“A HARD DAY” directed by Kim-Seong-hun, Producer：Cha Ji-hyun, Billy Acumen
- 監督：藤井道人
- 脚本：平田研也[6]、藤井道人
- 音楽：大間々昂
- 製作：鳥羽乾二郎、石垣裕之、藤島ジュリーK.、竹澤浩、野村英章、山田久人
- エグゼクティブプロデューサー：福家康孝、白戸洋行
- プロデューサー：西村信次郎[6]、加茂義隆、小出真佐樹
- ラインプロデューサー：和氣俊之
- 撮影：今村圭佑
- 照明：平山達弥
- 録音：根本飛鳥
- 美術：宮守由衣
- 装飾：石上淳一
- 衣裳：宮本まさ江
- ヘアメイク：橋本申二
- 編集：古川達馬
- VFXスーパーバイザー：大澤宏二郎
- スーパーヴァイジングサウンドエディター：勝俣まさとし
- リレコーディングミキサー：浜田洋輔
- 助監督：逢坂元
- 制作担当：阿部史嗣、宮森隆介
- キャスティング：杉野剛
- 配給：東宝
- 制作プロダクション：ROBOT
- 製作幹事：日活、WOWOW
- 製作：映画「最後まで行く」製作委員会（日活、WOWOW、ジェイ・ストーム、KDDI、BABEL LABEL）